# Sisimiut
Sisimiut (duń. Holsteinsborg lub duń. Holstensborg) – miasto na zachodnim wybrzeżu Grenlandii. Jest położone nad zatoką Cieśniny Davisa Kangerluarsunnguaq, w odległości ok. 320 km na północ od stolicy kraju, Nuuk, oraz 180 km na zachód od Kangerlussuaq. Według danych oficjalnych liczba mieszkańców w marcu 2015 wynosiła 5572.

## Przemysł i gospodarka
Sisimiut jest centrum administracyjnym gminy Qeqqata i drugim pod względem liczby ludności miastem kraju. Miasto ma też własną linię autobusową i port lotniczy, łączący Sisimiut z portem lotniczym w Nuuk oraz z międzynarodowym w Kangerlussuaq. W Sisimiut znajdują się także ośrodek przetwórstwa rybnego i niezamarzający port rybacki i handlowy wolny od lodu przez cały rok.

## Kultura i edukacja

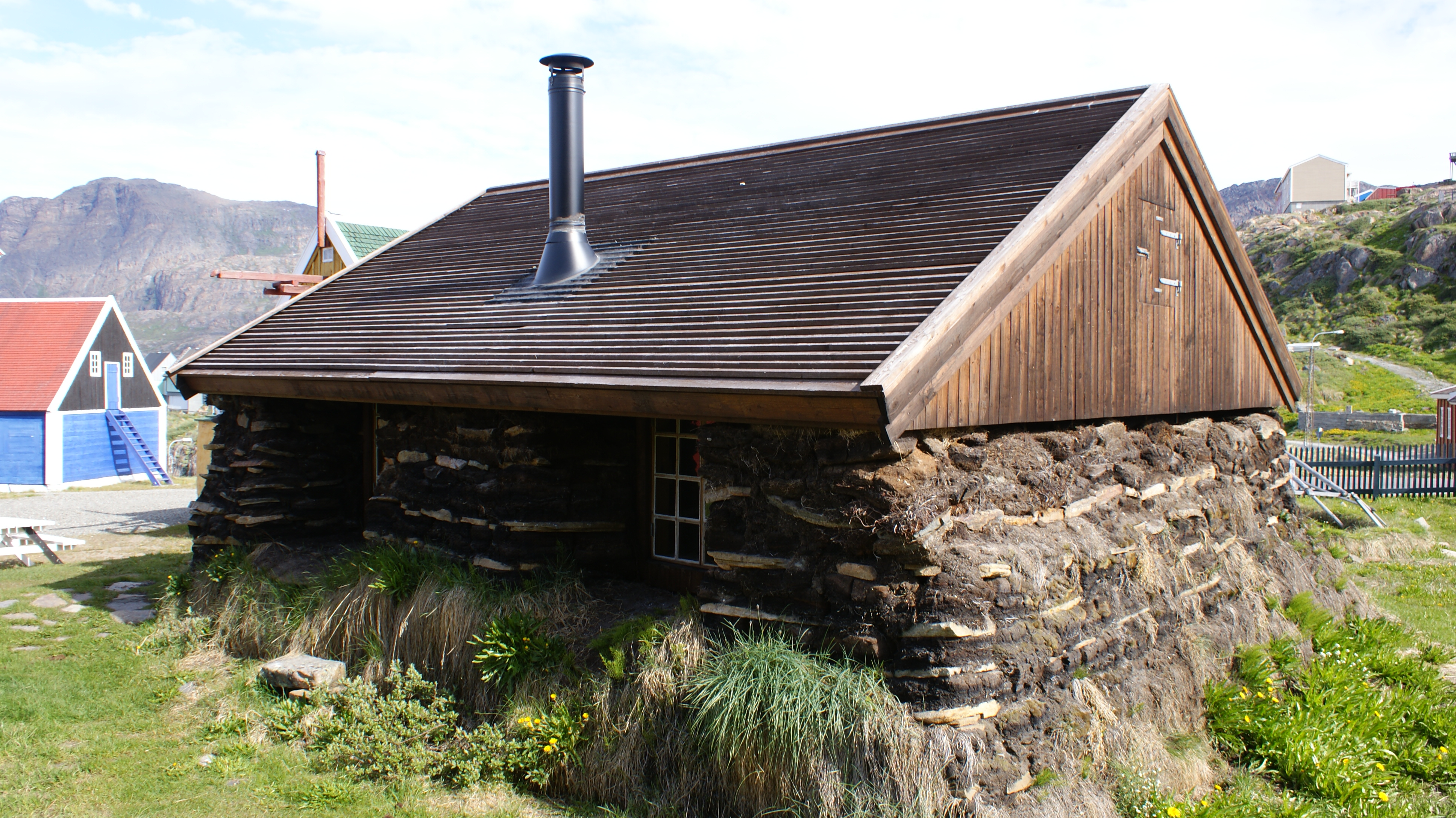
Domek torfowy zrekonstruowany w Sisimiut Museum

W mieście znajduje się szkoła średnia im. Knuda Rasmussena (Knud Rasmussenip Højskolia) założona w 1962 oraz Sisimiut Museum, w którym można obejrzeć eksponaty związane z historią i kulturą.

## Historia
Według aktualnych opinii na ten temat szacuje się, że obszar dzisiejszego Sisimiut mógł być zasiedlony już ponad 4000 lat temu przez przedstawicieli kultury Saqqaq, którzy mogli być pierwszymi mieszkańcami Grenlandii, a także kultury Dorset (ok. 2500 lat temu) i kultury Thule. Ludy te mogły dotrzeć tu z Azji poprzez Cieśninę Beringa, Amerykę Północną i północno-zachodnią Grenlandię.
Pierwsi europejscy osadnicy zaczęli się pojawiać w XVII wieku. Od 1721 zaczęli utrzymywać kontakty handlowe z miejscowymi Inuitami. Kolonia Sisimiut powstała w 1756 pod duńską nazwą Holsteinsborg (od nazwiska hrabiego Johana Ludviga Holsteina). Początkowo kolonia znajdowała się w pobliżu Ukiivik, lecz w 1764 stacja handlowa została przeniesiona do obecnej lokalizacji, 40 km na południe od Ukiivik.

## Populacja
W 1995 liczba mieszkańców Sisimiut wynosiła 4979 osób, a w 2005 wzrosła do 5350. Według danych oficjalnych z marca 2015 liczba ludności wynosiła 5572.

## Klimat

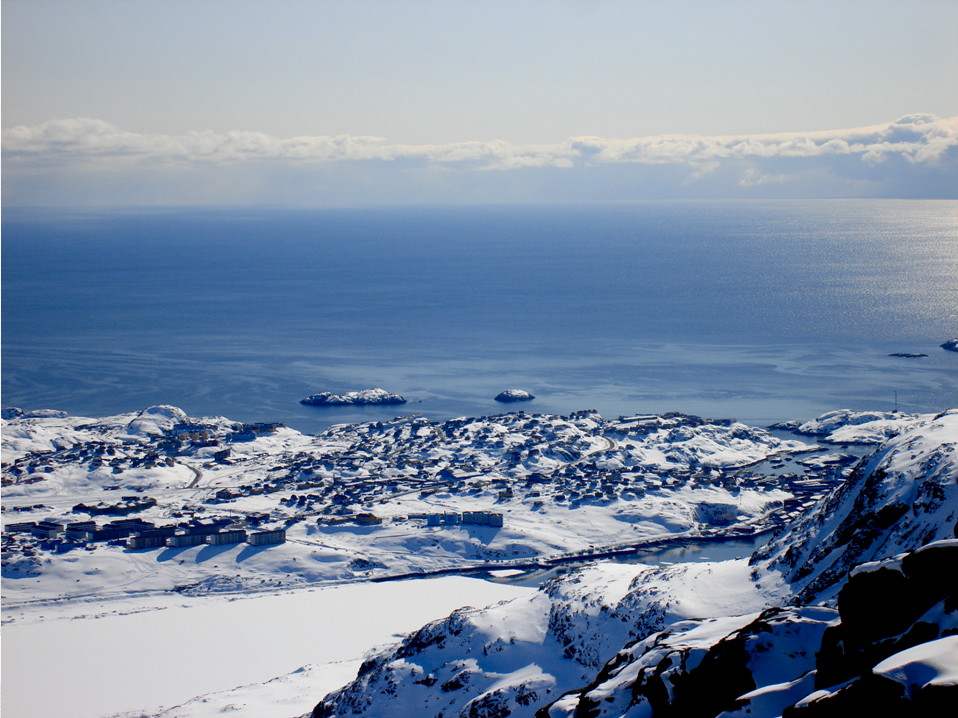
Sisimiut wiosną 2009

Sisimiut znajduje się na zachodnim wybrzeżu, w pobliżu linii koła podbiegunowego. Panuje tam klimat subpolarny. Średnie temperatury wynoszą: w lipcu 10 °C (dzień), 3 °C (noc) oraz w lutym i marcu -11 °C (dzień), -19 °C (noc).

## Miasta partnerskie
- Albertslund – Dania[15]
- Whitstable – Wielka Brytania[16]